# Adolfo Weber Tkalčević
Adolfo Weber Tkalčević (Bakar, 11. svibnja 1825. - 
Zagreb, 6. kolovoza 1889.), hrvatski filolog, književnik, književni kritičar, putopisac i estetičar.

## Životopis
Filozofiju je završio u Zagrebu, bogosloviju u Pešti, a slavistiku u Beču. Nastavio je zasade Gajeva ilirizma, Vjekoslava Babukića i Antuna Mažuranića, ali se udaljio od Gajeva nastojanja vezivanja uz V. Karadžića. Važan je kao jedan od pripovjedača koji sredinom 19. stoljeća prekida praksu turske novele i romantične proze uvodeći realističke značajke u hrvatskoj književnosti. Njegovi estetički nazori s klasicističkom pozadinom utjecali su na njegove filološke radove i mnoga rješenja u normizaciji hrvatskog književnog jezika.
Predavao je latinski i hrvatski jezik u Zagrebu u Klasičnoj gimnaziji od 1850. do 1868. godine. Bio je ravnatelj Klasične gimnazije u Zagrebu od 1860. do 1868. godine.
Autor je prve sintakse književnoga jezika u Hrvata Skladnja ilirskoga jezika izdane 1859. u Beču. Priredio je nekoliko školskih čitanki i pisao gramatike hrvatskoga i latinskoga jezika za srednje škole. Njegova Slovnica hervatska iz 1871. služila je kao srednjoškolski udžbenik, te kao norma i kodifikacija tadašnjega književnog jezika. Obranu ilirskoga shvaćanja o književnom jeziku objavio je u Viencu 1884. pod naslovom Brus jezika ili zagrebačka škola. Nakon Babukića i Antuna Mažuranića, postaje predvodnikom zagrebačke filološke škole.
Od Veberovih djela iz lijepe književnosti najvredniji su njegovi putopisi. U zasebnim knjigama objavljeni su Put na Plitvice (1860.), Listovi o Italiji (1861.) i Put u Carigrad (1886.).

## Nagrade
- 1883.: Nagrada iz zaklade Ivana N. grofa Draškovića, za prijevod knjige Cicero M. Tullijo: Izabrani govori. Preveo i uvodoni popratio Adolfo Veber.

## Vanjske poveznice
- Adolfo Veber: Književna obznana
- Weber, Adolfo. 1859. Skladnja ilirskoga jezika za niže gimnazije. Institut za hrvatski jezik i jezikoslovlje. ISBN 978-953-6637-28-7